# Yamaha Motors Football Club 1987-1988
Questa voce raccoglie le informazioni riguardanti lo Yamaha Motors Football Club nelle competizioni ufficiali della stagione 1987-1988.

## Stagione
Pur uscendo immediatamente dalle coppe, lo Yamaha Motors ottenne il suo primo titolo nazionale grazie a una difesa che ricevette dieci gol nell'arco del torneo e le permise di concludere imbattuto il campionato.

## Maglie e sponsor
Le magliette, prodotte dalla Puma, recano sulla parte anteriore il logo della Yamaha
| Manica sinistra · Manica sinistra · Maglietta · Maglietta · Manica destra · Manica destra · Pantaloncini · Calzettoni | Manica sinistra · Manica sinistra · Maglietta · Maglietta · Manica destra · Manica destra · Pantaloncini · Calzettoni |  |

## Organigramma societario
Area tecnica
- Direttore tecnico: Ryūichi Sugiyama
- Allenatore: Kikuo Konagaya
- Vice allenatore: Masao Ishikawa, Masakazu Suzuki, Masakuni Yamamoto
- Collaboratore tecnico: Teruo Hajisawa

## Rosa
| N. |                     | Ruolo | Calciatore                  |
| -- | ------------------- | ----- | --------------------------- |
| 1  | Giappone (bandiera) | P     | Shinichi Morishita          |
| 2  | Giappone (bandiera) | D     | Tomoyuki Ishii              |
| 3  | Giappone (bandiera) | D     | Tetsuo Mukoda               |
| 4  | Giappone (bandiera) | D     | Yoshinori Ishigami          |
| 5  | Giappone (bandiera) | C     | Kazuya Arita                |
| 6  | Giappone (bandiera) | C     | Hirofumi Yamashita          |
| 7  | Giappone (bandiera) | D     | Masaaki Yanagishita         |
| 8  | Giappone (bandiera) | C     | Tatsuya Mochizuki           |
| 9  | Giappone (bandiera) | A     | Hiromitsu Sano              |
| 10 | Giappone (bandiera) | C     | Kazuaki Nagasawa            |
| 11 | Giappone (bandiera) | A     | Masanobu Tashiro            |
| 12 | Giappone (bandiera) | C     | Mamoru Kishimoto            |
| 13 | Giappone (bandiera) | D     | Masaru Uchiyama             |
| 14 | Giappone (bandiera) | D     | Masashi Kato                |
| 15 | Giappone (bandiera) | C     | Mitsunori Yoshida           |
| 16 | Giappone (bandiera) | A     | Takao Oishi                 |
| 17 | Giappone (bandiera) | C     | Atsushi Uchiyama (capitano) |

| N. |                     | Ruolo | Calciatore       |
| -- | ------------------- | ----- | ---------------- |
| 18 | Giappone (bandiera) | A     | Michihiro Oishi  |
| 19 | Giappone (bandiera) | A     | Fuminori Shida   |
| 20 | Giappone (bandiera) | C     | Kazuyuki Maehara |
| 21 | Giappone (bandiera) | P     | Akiyoshi Ohashi  |
| 22 | Giappone (bandiera) | C     | Kenji Komata     |
| 23 | Giappone (bandiera) | A     | Mitsuhiro Tada   |
| 24 | Giappone (bandiera) | C     | Mitsuru Kusakabe |
| 25 | Giappone (bandiera) | A     | Fumiaki Aoshima  |
| 26 | Giappone (bandiera) | A     | Junichi Okochi   |
| 27 | Giappone (bandiera) | A     | Kazuhiko Yazaki  |
| 28 | Giappone (bandiera) | C     | Toshihiko Sawa   |
| 29 | Brasile (bandiera)  | A     | Ademir Santos    |
| 30 | Giappone (bandiera) | A     | Takashi Tadao    |
| 31 | Giappone (bandiera) | P     | Yūshi Ozaki      |
| 32 | Giappone (bandiera) | C     | Muneki Iwatani   |
| 33 | Brasile (bandiera)  | C     | André            |
| 34 | Brasile (bandiera)  | A     | Adílson          |

## Risultati

### JSL Division 1

#### Girone di andata
| Tokyo 17 ottobre 1987 1ª giornata | Mitsubishi HI | 0 – 0 | Yamaha Motors |  |

| Niigata 1º novembre 1987 2ª giornata | Fujita | 0 – 1 | Yamaha Motors |  |

| Iwata 8 novembre 1987 3ª giornata | Yamaha Motors | 1 – 2 | Furukawa Electric |  |

| Yokohama 14 novembre 1987 4ª giornata | Nippon Kokan | 1 – 1 | Yamaha Motors |  |

| Iwata 22 novembre 1987 5ª giornata | Yamaha Motors | 1 – 0 | Sumitomo Metals |  |

| Fuji 29 novembre 1987 6ª giornata | Toyota Motors | 1 – 2 | Yamaha Motors |  |

| Iwata 6 dicembre 1987 7ª giornata | Yamaha Motors | 1 – 1 | Yanmar Diesel |  |

| Iwata 21 febbraio 1988 8ª giornata | Yamaha Motors | 1 – 0 | Honda Motor |  |

| Hiroshima 28 febbraio 1988 9ª giornata | Mazda | 0 – 0 | Yamaha Motors |  |

| Kawasaki 5 marzo 1988 10ª giornata | Yomiuri | 1 – 1 | Yamaha Motors |  |

| Iwata 13 marzo 1988 11ª giornata | Yamaha Motors | 0 – 0 | Nissan Motors |  |

#### Girone di ritorno
| Chiba 20 marzo 1988 12ª giornata | Yamaha Motors | 0 – 0 | Nissan Motors |  |

| Fujieda 27 marzo 1988 13ª giornata | Honda Motor | 2 – 2 | Yamaha Motors |  |

| Iwata 3 aprile 1988 14ª giornata | Yamaha Motors | 2 – 0 | Fujita |  |

| Yokohama 10 aprile 1988 15ª giornata | Furukawa Electric | 0 – 0 | Yamaha Motors |  |

| Iwata 17 aprile 1988 16ª giornata | Yamaha Motors | 1 – 1 | Nippon Kokan |  |

| Mito 24 aprile 1988 17ª giornata | Sumitomo Metals | 0 – 3 | Yamaha Motors |  |

| Iwata 1º maggio 1988 18ª giornata | Yamaha Motors | 1 – 0 | Toyota Motors |  |

| Osaka 5 maggio 1988 19ª giornata | Yanmar Diesel | 0 – 1 | Yamaha Motors |  |

| Iwata 8 maggio 1988 20ª giornata | Yamaha Motors | 1 – 0 | Mazda |  |

| Iwata 15 maggio 1988 21ª giornata | Yamaha Motors | 2 – 2 | Yomiuri |  |

| Yokohama 22 maggio 1988 22ª giornata | Nissan Motors | 0 – 3 | Yamaha Motors |  |

### Japan Soccer League Cup
| Iwata 5 luglio 1987 Primo turno | Toho Titanium | 0 – 3 | Yamaha Motors |  |

| Toyama 11 luglio 1987 Secondo turno | Yamaha Motors | 0 – 1 | Toshiba |  |

### Coppa dell'Imperatore
| Iwata 19 dicembre 1987 Primo turno | Hitachi | 1 – 0 | Yamaha Motors |  |

## Statistiche

### Statistiche di squadra
| Competizione          | Punti | Totale | Totale | Totale | Totale | Totale | Totale | DR  |
| Competizione          | Punti | G      | V      | N      | P      | Gf     | Gs     | DR  |
| --------------------- | ----- | ------ | ------ | ------ | ------ | ------ | ------ | --- |
| JSL Division 1        | 34    | 22     | 12     | 10     | 0      | 27     | 10     | +17 |
| JSL Cup               | -     | 2      | 1      | 0      | 1      | 3      | 1      | +2  |
| Coppa dell'Imperatore | -     | 1      | 0      | 0      | 1      | 0      | 1      | -1  |
| Totale                | -     | 25     | 13     | 10     | 2      | 30     | 12     | +18 |

### Statistiche dei giocatori
| Giocatore      | JSL      | JSL  | JSL         | JSL        | JSL Cup  | JSL Cup | JSL Cup     | JSL Cup    | Coppa dell'Imperatore | Coppa dell'Imperatore | Coppa dell'Imperatore | Coppa dell'Imperatore | Totale   | Totale | Totale      | Totale     |
| Giocatore      | Presenze | Reti | Ammonizioni | Espulsioni | Presenze | Reti    | Ammonizioni | Espulsioni | Presenze              | Reti                  | Ammonizioni           | Espulsioni            | Presenze | Reti   | Ammonizioni | Espulsioni |
| -------------- | -------- | ---- | ----------- | ---------- | -------- | ------- | ----------- | ---------- | --------------------- | --------------------- | --------------------- | --------------------- | -------- | ------ | ----------- | ---------- |
| Adílson        | 19       | 8    | ?           | ?          | ?        | ?       | ?           | ?          | ?                     | ?                     | ?                     | ?                     | 19+      | 8+     | ?           | ?          |
| André          | 19       | 9    | ?           | ?          | ?        | ?       | ?           | ?          | ?                     | ?                     | ?                     | ?                     | 19+      | 9+     | ?           | ?          |
| F. Aoshima     | 3        | 0    | ?           | ?          | ?        | ?       | ?           | ?          | ?                     | ?                     | ?                     | ?                     | 3+       | 0+     | ?           | ?          |
| K. Arita       | 15       | 0    | ?           | ?          | ?        | ?       | ?           | ?          | ?                     | ?                     | ?                     | ?                     | 15+      | 0+     | ?           | ?          |
| T. Ishii       | 22       | 0    | ?           | ?          | ?        | ?       | ?           | ?          | ?                     | ?                     | ?                     | ?                     | 22+      | 0+     | ?           | ?          |
| Y. Ishigami    | 21       | 2    | ?           | ?          | ?        | ?       | ?           | ?          | ?                     | ?                     | ?                     | ?                     | 21+      | 2+     | ?           | ?          |
| K. Komata      | 22       | 0    | ?           | ?          | ?        | ?       | ?           | ?          | ?                     | ?                     | ?                     | ?                     | 22+      | 0+     | ?           | ?          |
| T. Mochizuki   | 5        | 0    | ?           | ?          | ?        | ?       | ?           | ?          | ?                     | ?                     | ?                     | ?                     | 5+       | 0+     | ?           | ?          |
| S. Morishita   | 22       | -10  | ?           | ?          | ?        | ?       | ?           | ?          | ?                     | ?                     | ?                     | ?                     | 22+      | -10+   | ?           | ?          |
| K. Nagasawa    | 0        | 0    | ?           | ?          | ?        | ?       | ?           | ?          | ?                     | ?                     | ?                     | ?                     | 0+       | 0+     | ?           | ?          |
| A. Ohashi      | 0        | 0    | ?           | ?          | ?        | ?       | ?           | ?          | ?                     | ?                     | ?                     | ?                     | 0+       | 0+     | ?           | ?          |
| T. Oishi       | ?        | 1    | ?           | ?          | ?        | ?       | ?           | ?          | ?                     | ?                     | ?                     | ?                     | ?        | 1+     | ?           | ?          |
| Y. Ozaki       | 0        | 0    | ?           | ?          | ?        | ?       | ?           | ?          | ?                     | ?                     | ?                     | ?                     | 0+       | 0+     | ?           | ?          |
| A. Santos      | 12       | 1    | ?           | ?          | ?        | ?       | ?           | ?          | ?                     | ?                     | ?                     | ?                     | 12+      | 1+     | ?           | ?          |
| A. Uchiyama    | 22       | 2    | ?           | ?          | ?        | ?       | ?           | ?          | ?                     | ?                     | ?                     | ?                     | 22+      | 2+     | ?           | ?          |
| M. Uchiyama    | 12       | 0    | ?           | ?          | ?        | ?       | ?           | ?          | ?                     | ?                     | ?                     | ?                     | 12+      | 0+     | ?           | ?          |
| M. Yanagishita | 22       | 0    | ?           | ?          | ?        | ?       | ?           | ?          | ?                     | ?                     | ?                     | ?                     | 22+      | 0+     | ?           | ?          |
| M. Yoshida     | 22       | 3    | ?           | ?          | ?        | ?       | ?           | ?          | ?                     | ?                     | ?                     | ?                     | 22+      | 3+     | ?           | ?          |